# Desulo
Desulo település Olaszországban, Szardínia régióban, Nuoro megyében. Lakosainak száma 2075 fő (2023. január 1.). Desulo Arzana, Belvì, Fonni, Tiana, Tonara, Villagrande Strisaili, Aritzo és Ovodda községekkel határos.

## Népesség
A település lakossága az elmúlt években az alábbi módon változott:
| Lakosok száma | 2345 | 2310 | 2075 |
|               | 2017 | 2018 | 2023 |